# Хомутининское сельское поселение
Хомутининское се́льское поселе́ние — муниципальное образование в Увельском районе Челябинской области Российской Федерации. В рамках административно-территориального устройства муниципальное образование  соответствует административно-территориальной единице Хомутининский сельсовет.
Административный центр — село Хомутинино.

## История
Статус и границы сельского поселения установлены Законом Челябинской области от 17 сентября 2004 года № 277-ЗО «О статусе и границах Увельского муниципального района и сельских поселений в его составе».

## Население
| 2002  | 2010  | 2011  | 2012  | 2013  | 2014  | 2015  |
| ----- | ----- | ----- | ----- | ----- | ----- | ----- |
| 1802  | ↘1692 | →1692 | ↘1670 | ↘1631 | ↘1597 | ↘1585 |
| 2016  | 2017  | 2018  | 2019  | 2020  | 2021  |       |
| ↘1565 | ↗1582 | ↘1566 | ↘1550 | ↘1534 | ↗1617 |       |

## Состав сельского поселения
| № | Населённый пункт | Тип населённого пункта       | Население |
| - | ---------------- | ---------------------------- | --------- |
| 1 | Копанцево        | деревня                      | ↗172      |
| 2 | Хомутинино       | село, административный центр | ↗1520     |

### Упразднённые населённые пункты
Жуковаровка — упраздненная в 1972 году деревня.